# 너를 침략하라!
《너를 침략하라!》(キミを侵略せよ!)는 이나오카 카스사(일본어: 稲岡和佐)의 작품으로, 우주인 소년과 외계인과 친구가 되는 것이 꿈인 소녀가 만들어내는 이야기를 그린 일본의 러브 코미디 만화다. 《점프 GIGA》(슈에이샤)에서 2018 WINTER vol.1부터 vol.3까지 연재 후 《주간 소년 점프》(슈에이샤)에서 2018년 25호부터 41호까지 연재되었다.

## 개요
점프 GIGA에서 호평을 받은 작품으로 22세의 신예 작가 이나오카 카즈사의 주간 소년 점프 연재 데뷔작이다.

## 줄거리
정체를 숨긴 고교생 하지메군과 동급생 타리아의 운명적인 만남? 걸리면 안 되는 비밀의 우주인 코미디가 개막!

지구에서 성장한 우주인 하지메는 자신이 외계인이라는 사실을 은폐하면서 평범한 고등학생으로 생활하고 있었다. 그러던 어느 날, 하지메는 학교에서 케이즈 성인에서 인간으로 변태하는 모습을 같은 학교의 동급생 타리아에게 들키고 만다. 지구로 이주해서 사는 부모님과 함께 지구에서 태어나고 자란 하지메는 자신의 정체를 부정하지만, 타리아는 계속해서 관심을 가지고 어떻게든 그가 외계인이라는 것을 증명하려고 시도한다.

## 같이 보기
- 주간 소년 점프 연재작 목록